# Bambuí
Cet article concerne la commune brésilienne. Pour la commune camerounaise, voir Bambui.
Bambuí est une municipalité brésilienne de l'État du Minas Gerais et la microrégion de Piumhi .